# 175街車站 (IND第八大道線)
175街車站（英語：175th Street station），又稱「175街-喬治·華盛頓大橋巴士總站車站」（英語：175th Street – George Washington Bridge Bus Terminal station）是美國紐約地鐵IND第八大道線的一個地鐵站，位於曼哈頓上城華盛頓高地175街及華盛頓堡大道，設有A線（任何時候停站）列車服務。

## 車站結構
| G        | 街道               | 出入口                                               |
| M        | 夾層               | 閘機、車站詢問處 升降機位於177街及華盛頓堡大道東北角 |
| P 月台層 | 北行               | 往英伍德-207街（181街）                              |
| P 月台層 | 島式月台，左側開門 |                                                      |
| P 月台層 | 南行               | 往勒弗茲林蔭路/遠洛克威/洛克威公園（168街）          |

車站於1932年9月10日啟用，設有一個島式月台和兩條軌道。
此站設有一條地下隧道前往喬治·華盛頓大橋巴士總站。該隧道由紐約與新澤西港務局維護，無法提供無障礙通行，隧道和車站夾層之間有幾級樓梯。此隧道在凌晨1時至5時關閉。
儲存紐約地鐵C線列車的174街車廠鄰近此站的東面。車站預計將在2015－2019年MTA資金計劃內進行翻新。

## 外部連結
- nycsubway.org—IND Eighth Avenue Line: 175th Street/George Washington Bridge Bus Terminal
- Station Reporter — A Lefferts
- Station Reporter — A Rockaway
- The Subway Nut — 175th Street–George Washington Bus Terminal（页面存档备份，存于）
- 175th Street entrance from Google Maps Street View
- Fort Washington Avenue entrance from Google Maps Street View
- 177th Street entrance from Google Maps Street View
- Platform from Google Maps Street View （页面存档备份，存于）